# 牛川の渡船

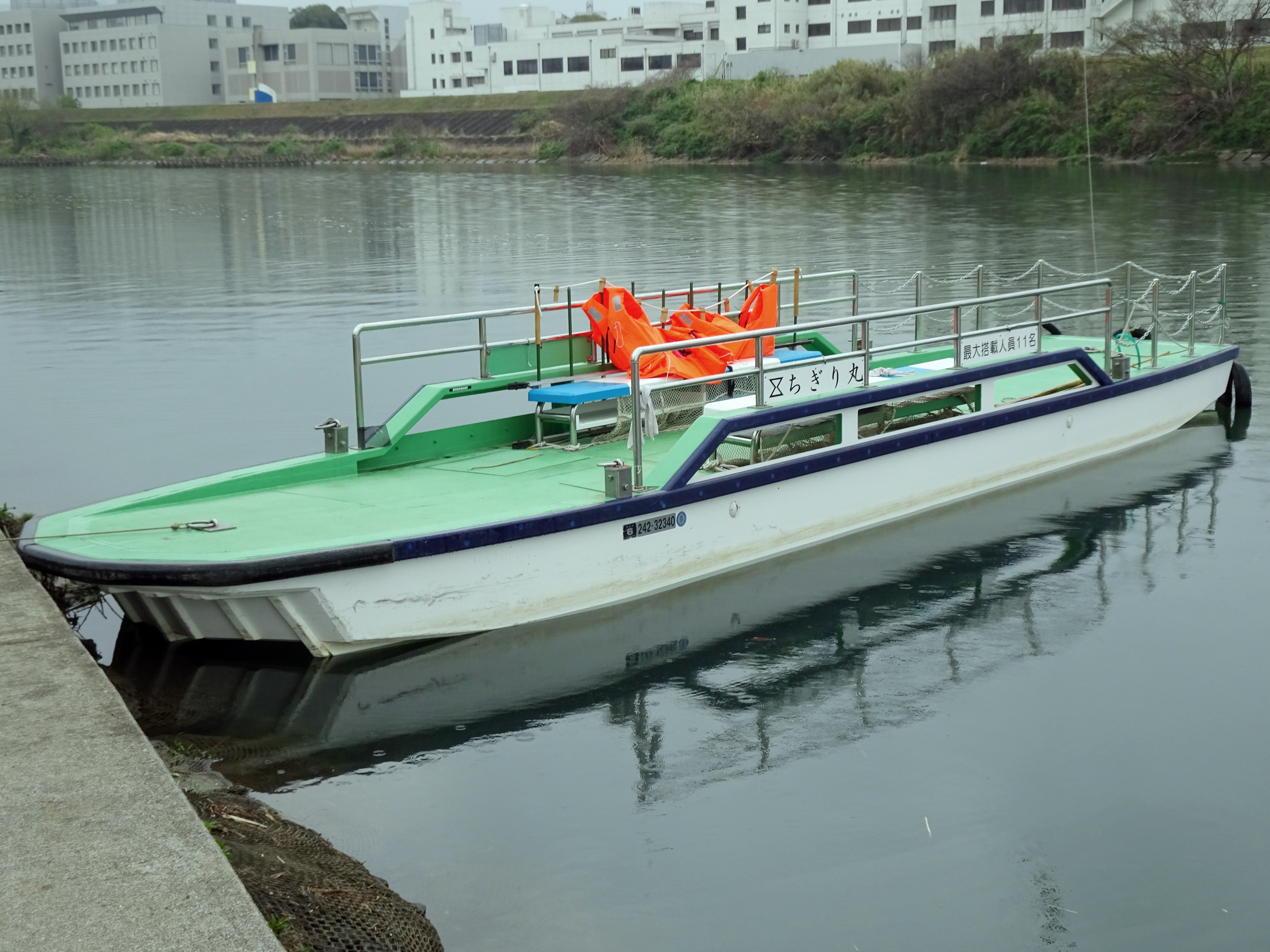
2024年に新調した三代目「ちぎり丸」

牛川の渡船（うしかわのとせん）は、愛知県豊橋市の牛川町と大村町の間にある豊川の両岸（約70m）を結ぶ豊橋市営の渡し船である。「牛川の渡し」とも呼ばれる。市道牛川町・大村町244号線の一部を構成しており、無料で乗船することができる。

## 概要

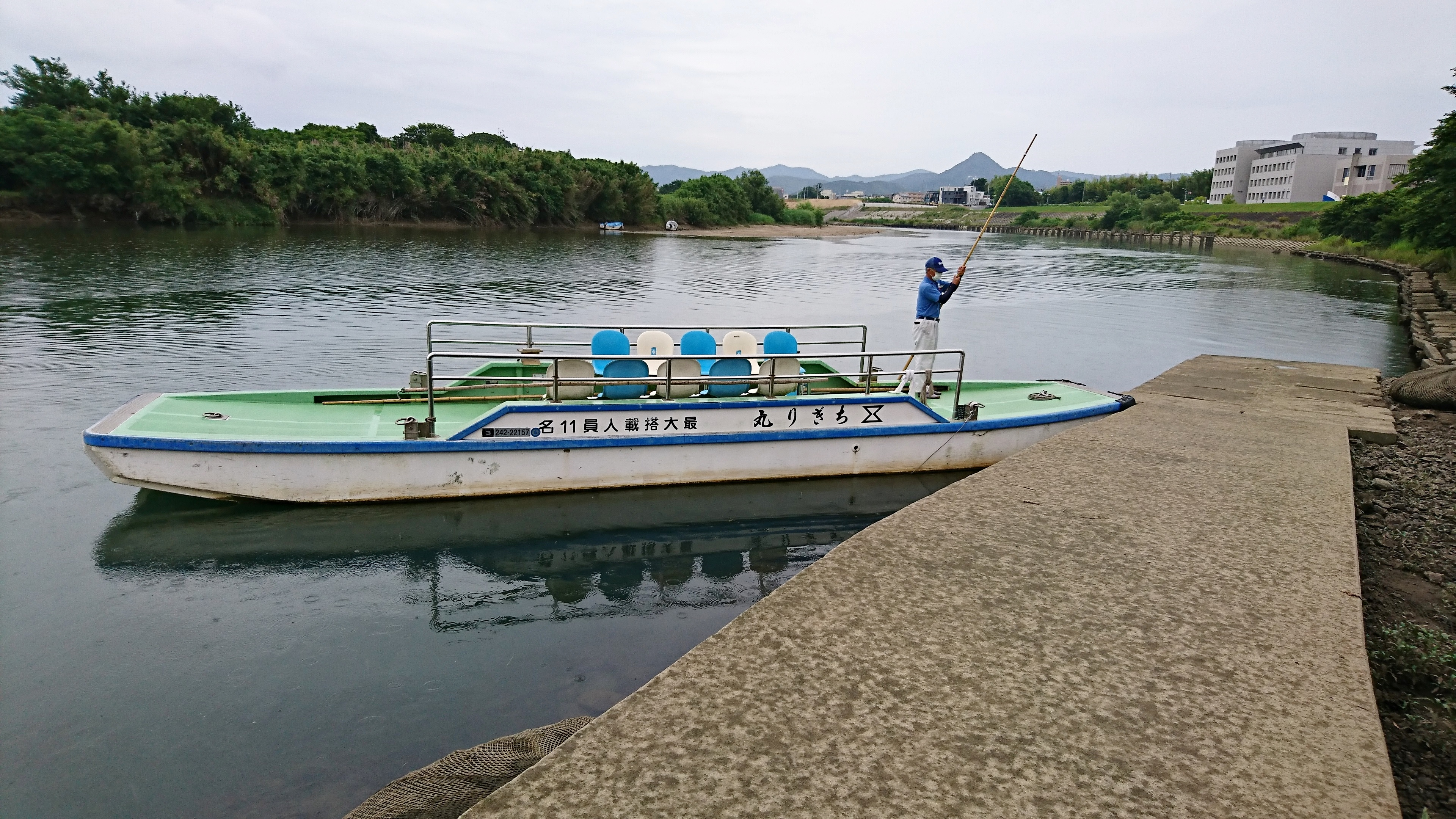
旧ちぎり丸

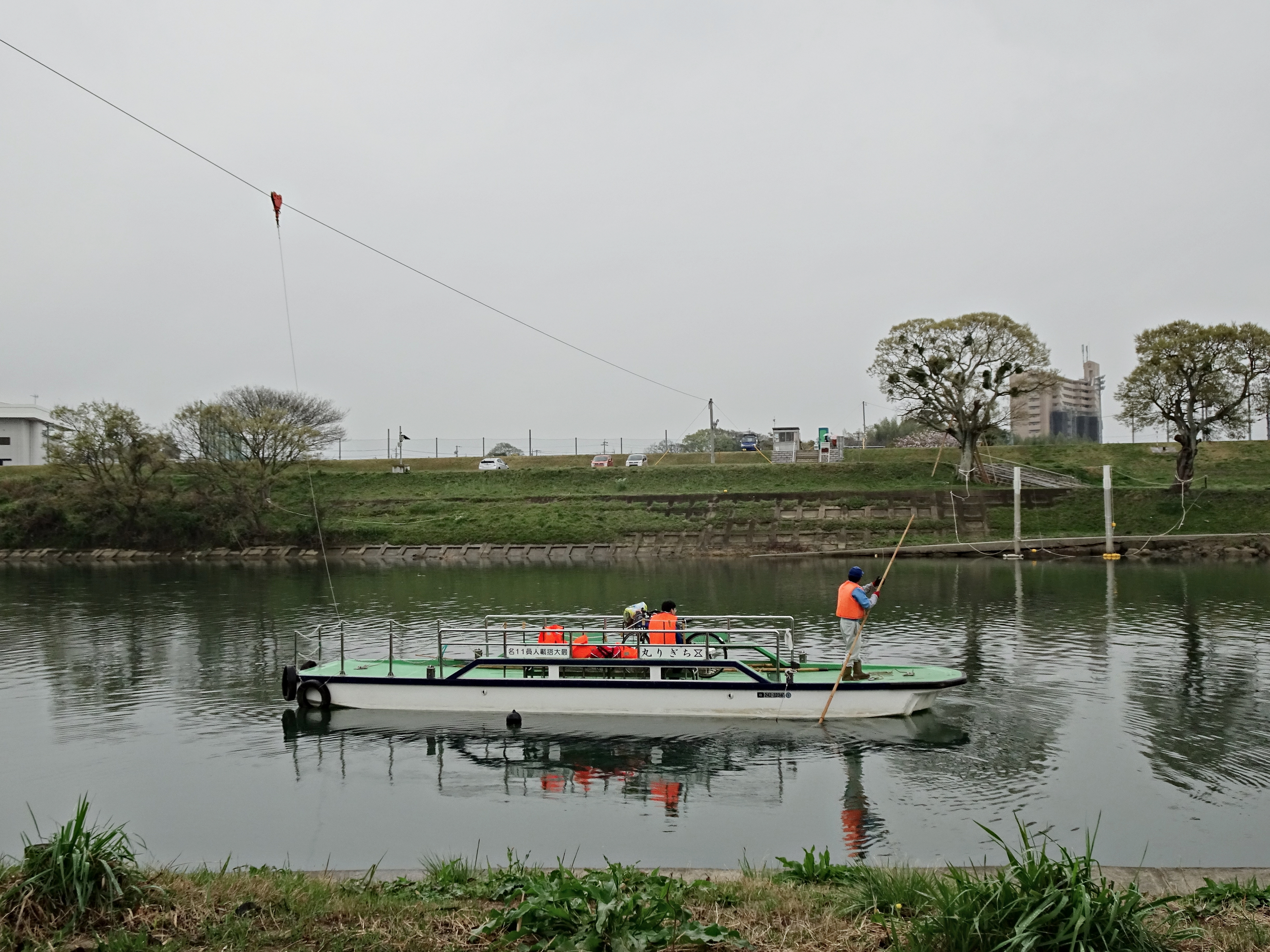
川の上空に張られたワイヤーロープ

この渡船に関する古文書は存在せず、起源は不明であるが、835年（承和2年）頃の平安時代からあったものと考えられている。渡船には自転車も載せることができるため、通勤・通学の利用がある他、豊川を巡る観光客にも利用されている。全国的にも珍しい手漕ぎ操船となっている。
1982年（昭和57年）以降、使用されている船舶には「ちぎり丸」の名称が用いられている。船名は、建材同士を繋ぎとめるための部品である「ちぎり」に由来している。この「ちぎり」は旧吉田藩の団結（契り）の意味合いがあり、船体には旧吉田藩の馬印が施されている。この図案は豊橋市の市章でもある。
同渡船の上空には、金属製のワイヤーロープが豊川両岸から張られており、船はこのロープの滑車を通じて結ばれている。海へ下る水流と上流に向けて吹く風の強さのバランスを滑車を通じて利用し、竹竿で川底を押しながらの操船を容易にしており、多少の増水でも下流に流されることはない（岡田式渡船を参照）。
なお、現時点での同航路は牛川西部土地区画整理事業に伴う工事の影響で、2015年（平成27年）10月28日以降“仮航路”となっており、本来の航路は現在地から約450mほど上流の位置にある。

### 令和5年台風第2号の影響による休航と再開
2023年（令和5年）6月2日、台風2号によって発生した線状降水帯が記録的な大雨をもたらし、豊橋市では豊川・梅田川・柳生川が越水しているとして、一時緊急安全確保が発表された。この時、渡船に用いる唯一の船体である二代目「ちぎり丸」は、係留していたロープが切れて増水した水流に流され、一時行方不明となった。
2日後の6月4日、二代目「ちぎり丸」は約25km離れた田原市宇津江町の三河湾岸で発見された。奇しくも二代目「ちぎり丸」は田原市で製造され、建造した造船所が所在する集落の沿岸に漂着していた。しかも発見された6月4日は、26年前（1997年）に就航したのと同じ日だった。見つかった二代目「ちぎり丸」は損傷が激しく、豊橋市は廃船を決定。渡船は、新たな船が調達されるまで休航となった。
市は、座席の土台や手すり等、二代目の部品を一部再利用した「ちぎり丸」の名を受け継ぐ新しい船体を約900万円で調達。2024年（令和6年）3月3日に運航を再開した。

## 沿革
- 明治末期 - 下川村村営となる
- 1932年（昭和7年） - 豊橋市が下川村を吸収合併したため豊橋市営となる
- 1982年（昭和57年） - 初代「ちぎり丸」（強化プラスチック製）就航
- 1994年（平成6年） - 業務を民間業者に委託
- 1997年（平成9年）6月4日 - 二代目「ちぎり丸」（強化プラスチック製）就航
- 2015年（平成27年）10月28日 - 仮航路での運航開始
- 2023年（令和5年）6月2日 - 使用船流失・損傷のため以降休航
- 2024年（令和6年）3月3日 - 三代目「ちぎり丸」（強化プラスチック製）就航、運航再開

## 運航データ
- 運航時間

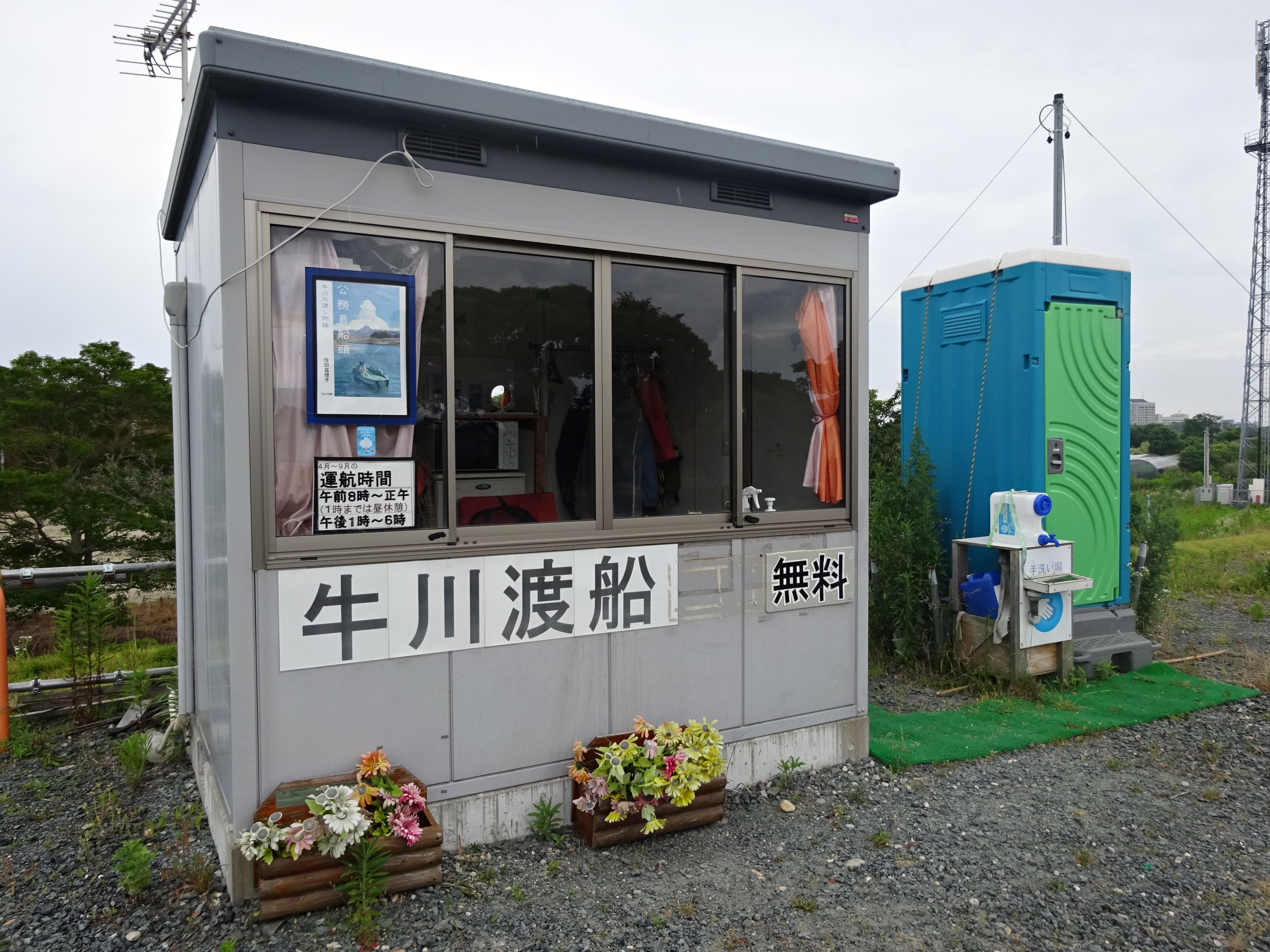
運航員詰所（牛川町側）

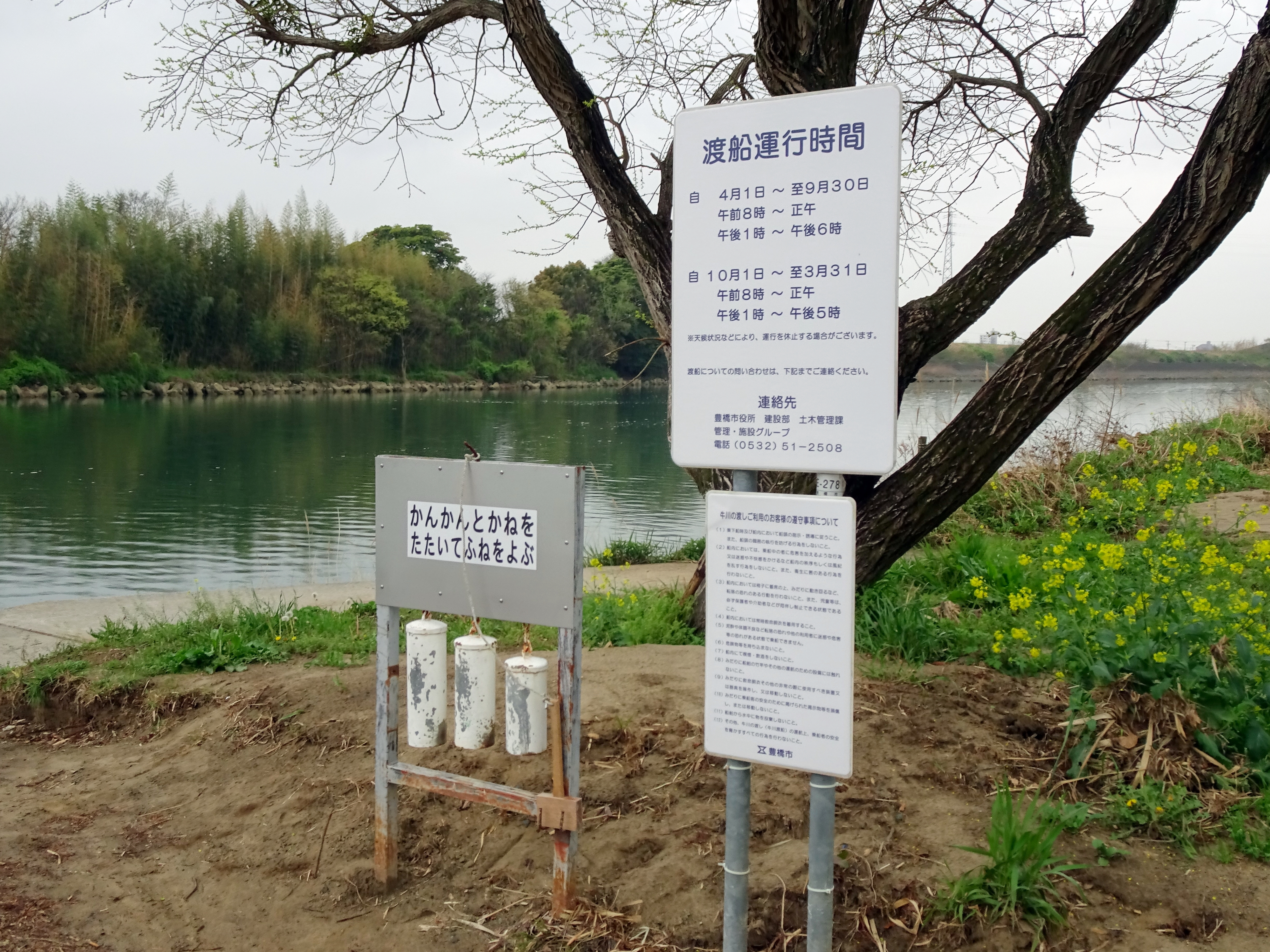
呼び出し音用の金属筒と運航時間（大村町側）

  - 4月～9月：①8:00～12:00 ②13:00～18:00
  - 10月～3月：①8:00～12:00 ②13:00～17:00
- 定員：11名（救命胴衣不要・自転車も乗船可・船頭含む）
- 利用料金：無料
- 休航日：なし。但し、以下のような条件により休航となることがある

1. 豊川石田水位観測所における水位が1m超となったとき
2. 強風注意報、洪水注意報等の気象注意報・警報が発令される等安全運航上支障となる天候のとき
3. 乗船場所の水位が著しく低い時間帯
4. その他、運航上危険が予想されるとき

## 乗船場へのアクセス

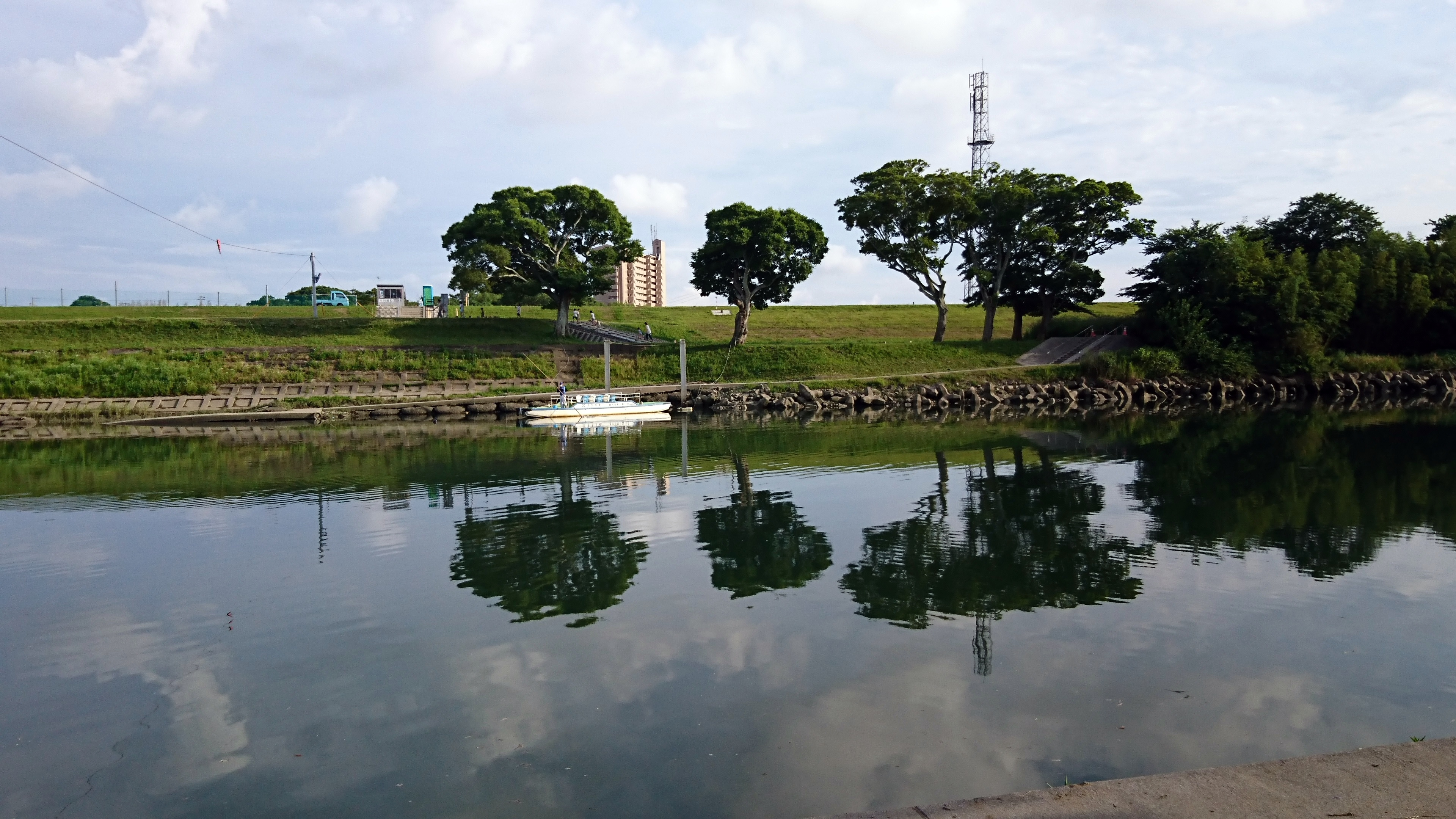
豊川の水面に映る渡船「ちぎり丸」

- 市内電車（豊橋鉄道）東八町停留場下車　徒歩約20分
- 豊鉄バス（豊橋和田辻線）　豊橋創造大学正門または創造大東バス停下車 徒歩約7分
  - いずれも牛川町側へのアクセスである